# Eloise at Christmastime
Eloise at Christmastime (bra: O Natal de Eloise) é um filme britano-estadunidense de 2003, do gênero comédia infantil (cinema), dirigido por Kevin Lima, baseado na série de livros de Kay Thompson e Hilary Knight.

## Sinopse
Em Nova York, nos anos 1950, às vésperas do Natal, ocorrem as aventuras de Eloise, menina rica, travessa, mas de bom coração, que mora com sua governanta num hotel de luxo. Eloise tenta aproximar um jovem garçom de sua amada, uma moça rica que está de casamento marcado com um sujeito nada amigável.

## Elenco
- Sofia Vassilieva - Eloise
- Julie Andrews - Nanny
- Kenneth Welsh - Sir Wilkes
- Debra Monk - Maggie
- Gavin Creel - Bill
- Rick Roberts - Brooks
- Sara Topham - Rachel Peabody
- Corinne Conley - Mrs. Thornton
- Christine Baranski - Prunella Stickler
- Jeffrey Tambor - Mr. Salomone
- Tannis Burnett - Miss Thompson
- Arlene Duncan - Lily
- Sean Gallagher - Rick
- Graham Harley - Walter
- Debra McGrath - Cornelia
- Gerry Quigley - Jerry
- Julian Richings - Patrice
- Cliff Saunders - Max